# Григорьев, Николай Михайлович (художник)
Николай Михайлович Григорьев (14 [26] сентября 1890, Котельнич, Вятская губерния — 29 декабря 1943, Москва) — русский советский художник, литограф, график.

## Биография
C 1903 по 1909 год учился в Казанской художественной школе (ныне Казанское художественное училище имени Н. И. Фешина) у художников П. П. Бенькова и Н. И. Фешина, с 1909 по 1914 год учился в Московском училище живописи, ваяния и зодчества (МУЖВЗ), педагоги-известные художники А. Е. Архипов, Константин Алексеевич Коровин, Леонид Осипович Пастернак.
В разное время состоял в художественных объединениях: член объединений «Московский салон» — c 1911 по 1914 год, член «Профсоюза художников-живописцев в Москве» (1918), член объединения «Мир искусства» (1921), «Маковец» (1922), Московского товарищества художников (1924), «22 художника» (1927). Был членом Объединения московских художников (ОМХ) (1927—1932). Темами картин художника была строящаяся Москва, Ташкент, натюрморты, народные гуляния и др.
В 1920-х годах жил и работал в Москве, преподавал в Высших художественно-технических мастерских (ВХУТЕМАС).
В настоящее время произведения художника хранятся в Калужском музее изобразительных искусств, в Пермской государственной художественной галерее, в Государственном музее Узбекистана, в частных коллекциях в России и за рубежом.
Был женат на художнице Надежде Бом-Григорьевой.
Скончался 29 декабря 1943 года в Москве. Похоронен на Ваганьковском кладбище (34 уч.).

## Выставки
Первая персональная выставка Николая Михайловича Григорьева состоялась в 1920 году в Москве. В 1922 году был участником первой выставки общества «Маковец».
Художник с 1909 года был участником выставок: Московского училища живописи, ваяния и зодчества (МУЖВЗ), Московского Товарищества Художников, «Московского салона» и др.

## Галерея

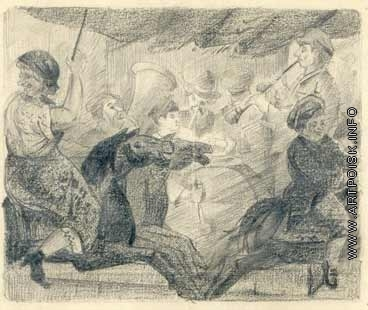
Григорьев. Карусель. 1920
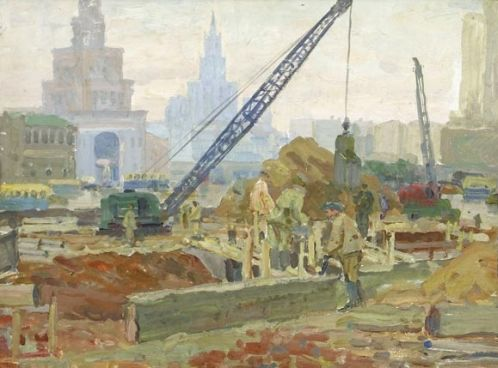
Москва строится
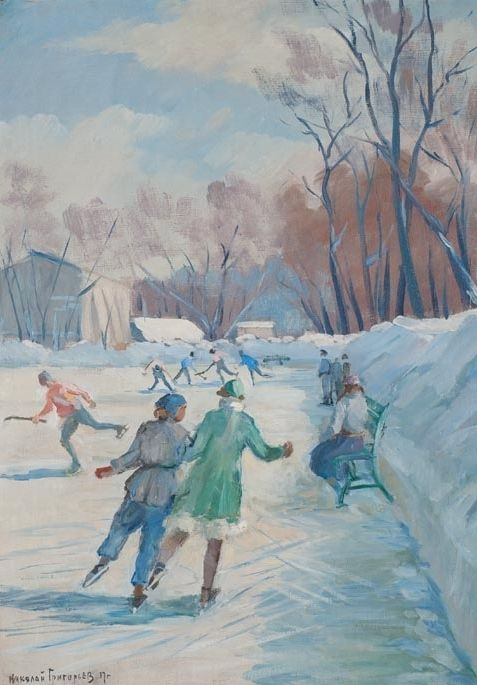
На катке в московском парке. 1937
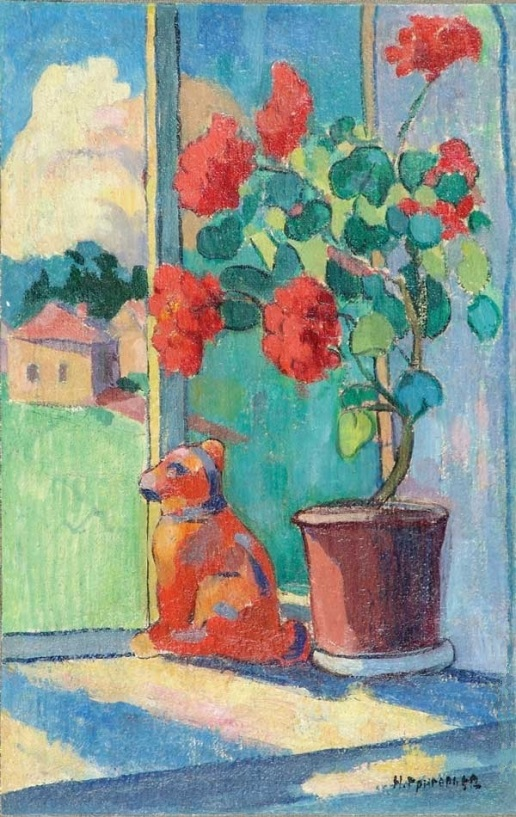
На подоконнике. Собака копилка и герань
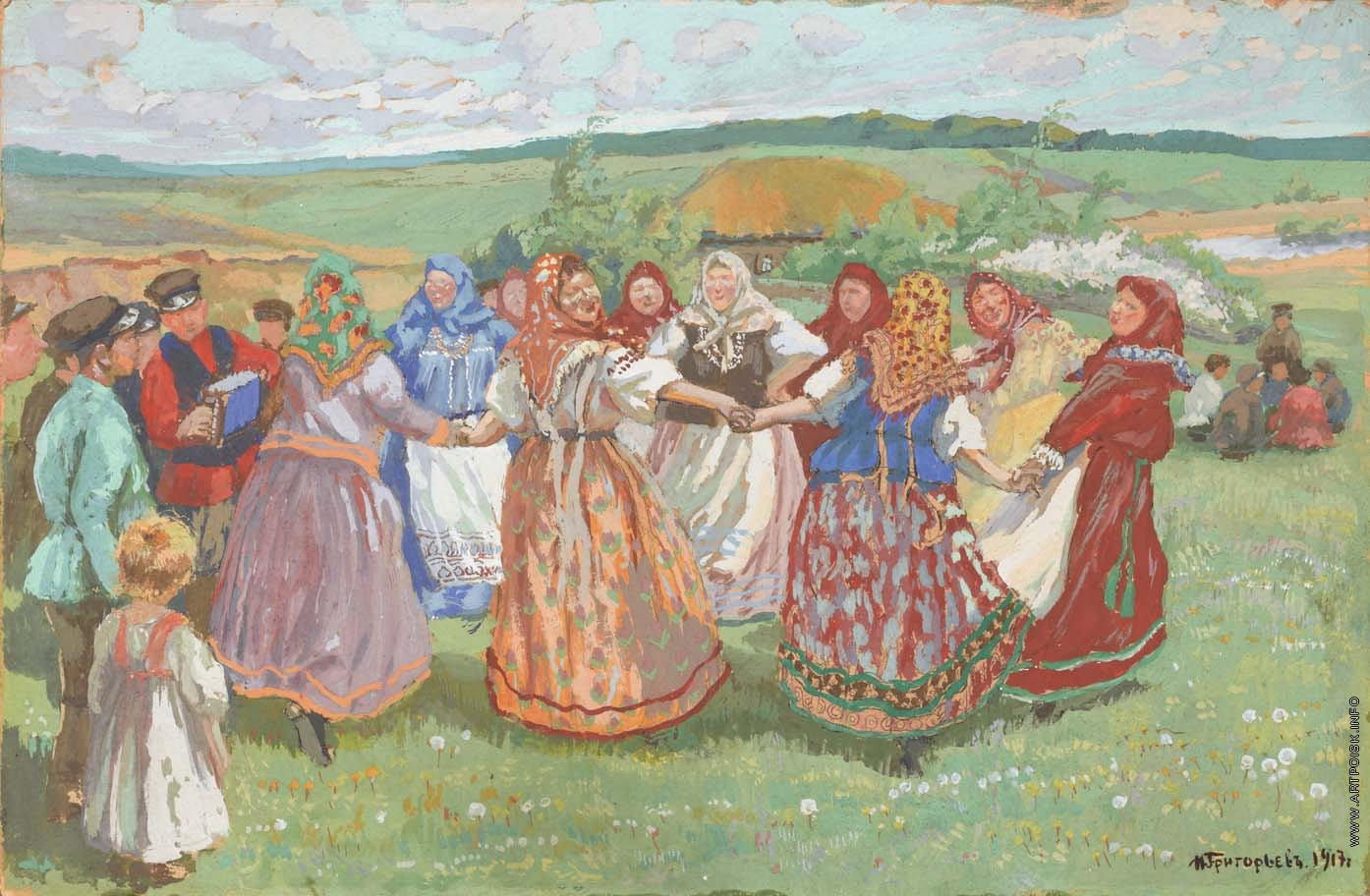
Хоровод
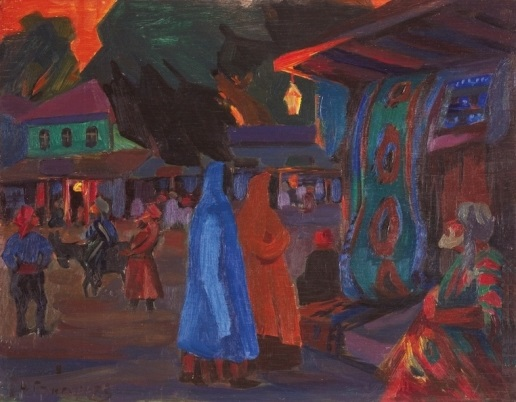
Ночной Ташкент